# Burgundische Eidgenossenschaft

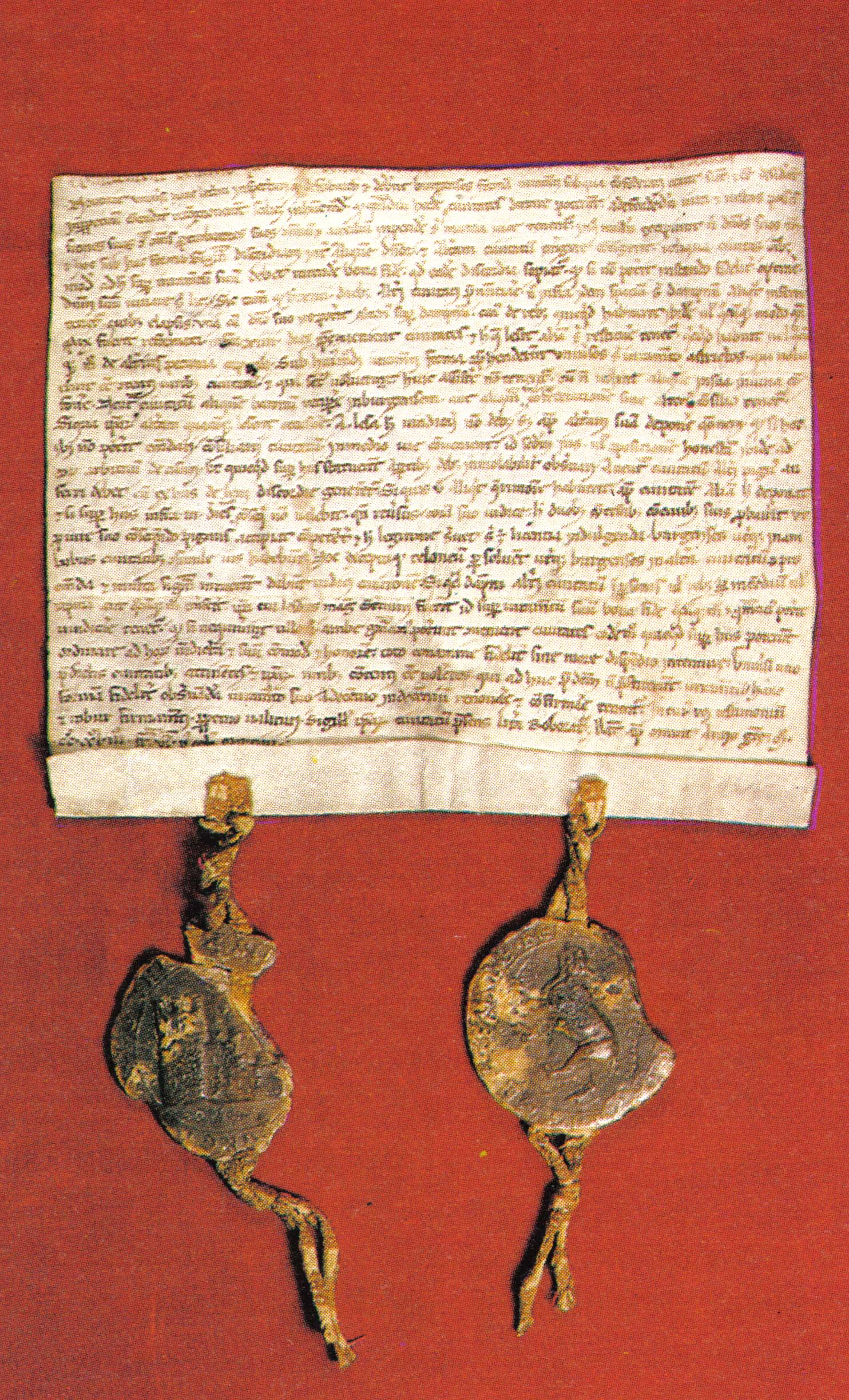
Bündnisvertrag zwischen Bern und Freiburg, 1243

Die Burgundische Eidgenossenschaft war ein Bündnis zwischen verschiedenen Städten, Landschaften und adligen Herren im Gebiet der damaligen Landgrafschaften Aarburgund und Burgund.
Führend in der Burgundischen Eidgenossenschaft war die Reichsstadt Bern. Sie stand im Zentrum eines komplizierten Bündnisgeflechts zwischen Städten, Landschaften und adligen Herren. Hauptziel war die Bewahrung der nach dem Aussterben der Herzöge von Zähringen erlangten Unabhängigkeit vor den entstehenden grossen Territorialherrschaften Savoyen und Habsburg. Durch Bündnisse zwischen Bern, Solothurn und dem Rheinischen (1327) und dem Schwäbischen Städtebund (1385) erlangte die Burgundische Eidgenossenschaft eine starke Rückendeckung im Reich. Die Stadt Bern schloss schliesslich verschiedentlich Bündnisse mit der schweizerischen Eidgenossenschaft (1323, 1341 und 1353) sowie bei wechselnden Koalitionen auch mit Savoyen und den Habsburgern.
Innerhalb der Burgundischen Eidgenossenschaft kam es wiederholt zu Spannungen durch die sich teilweise widersprechenden Bündnisse. Besonders zwischen den Städten Bern und Freiburg bestand zeitweise eine starke Rivalität, die im Laupenkrieg eskalierte. Als Folge dieses Konfliktes trat Bern 1353 definitiv in die schweizerische Eidgenossenschaft ein. Viele der ehemaligen Partner wurden später Untertanen der Stadt Bern oder traten ebenfalls der schweizerischen Eidgenossenschaft als Mitglieder oder Zugewandte Orte bei.

## Mitglieder der Burgundischen Eidgenossenschaft
(In Klammer das Jahr des Bündnisschlusses mit Bern)
Städte und Landschaften
- Freiburg im Üechtland (1243)
- Avenches (1245?)
- Land Hasli (1275)
- Biel (1279)
- Laupen (1301)
- Solothurn (1308)
- Payerne (1343)
- Guggisberg (1330)
- Nidau (1336)
- Saanen (1403)

Weltliche adlige Herrschaften
- Grafen der Waadt (1297)
- Grafen von Neu-Kyburg (1301)
- Freiherren von Montenach (1306)
- Grafen von Neuenburg (1308)
- Grafen von Greyerz (1343)
- Freiherren von Weissenburg (1336)
- Freiherren von Brandis (1337)
- Freiherren von Thurn (zum Turm) (1345)
- Freiherren von Raron (1348)
- Freiherren von Valangin (1383)
- Freiherren von Ringgenberg (1386)
- Freiherren von Grünenberg (1407)

Geistliche Herrschaften
- Kloster Interlaken (1224)
- Deutschordenskommende Köniz (1229/30)
- Abtei Rüeggisberg (1244)
- Fürstbistum Sitten (1252)
- Abtei Trub (1301)
- Johanniterkommende Münchenbuchsee (1329)
- Fürstbistum Basel (1330)
- Fürstbistum Lausanne (1350)
- Abtei Sumiswald (1371)
- Abtei Thorberg (1399)
- Abtei Neuenburg (1406)